# 淵井鏑
淵井 鏑（ふちい かぶら、11月21日 - ）は、日本のシナリオライター、小説家。ニトロプラス所属。東京都出身。血液型はAB型。

## 来歴
ニトロプラスの妹ブランドであるNitro+CHiRAL作品のシナリオライターを務めている。
淵井と原画家たたなかならが大学時代に準備していた企画をニトロプラスに持ち込み、その企画が元となり、デビュー作『咎狗の血』が生まれた。

## 主な作品

### ゲーム
- 咎狗の血（2005年）
  - 咎狗の血 True Blood（2008年）
  - 咎狗の血 True Blood Portable（2010年）
- Lamento -BEYOND THE VOID-（2006年）
- キラル盛（2008年）
- sweet pool（2008年）
- DRAMAtical Murder（2012年）
  - DRAMAtical Murder re:connect（2013年）
  - DRAMAtical Murder re:code（2014年）
- スロウ・ダメージ（2021年）[3]

### アニメ
- DRAMAtical Murder（2014年） - シリーズ構成（待田堂子と共同）

### 小説
- 咎狗の血 外伝（2006年）